# MEOVV
MEOVV (кор. 미야오 Мияо), акроним от My Eyes Open VVide (Wide, с англ. — «Мои глаза широко открыты»), читается как Мяу, — южнокорейская гёрл-группа, сформированная лейблом The Black Label. Состоит из пяти участниц — Суин, Гавон, Анны, Нарин и Эллы. Группа дебютировала 6 сентября 2024 года с одноимённым синглом.

## История группы
MEOVV стала первой гёрл-группой агентства. До подписания контракта с The Black Label больше половины участниц были заняты в модельном бизнесе. В частности Элла Маккензи Гросс, американка из Лос-Анджелеса по происхождению, начала модельную карьеру в два года, участвуя во множестве рекламных компаний крупных брендов, таких как Zara, H&M, The Gap. Она присоединилась к YG Entertainment в 10 лет в качестве трейни. Единственная японка в составе группы Анна Танака также была моделью с детства, а в последние годы до присоединения к лейблу была связана эксклюзивным контрактом с журналом Seventeen. Ли Гавон снималась для Adidas, также является гражданкой США и бывшей трейни YG, которая планировалась к дебюту в BabyMonster.
В марте 2024 года в The Black Label объявили о планах представить группу уже в первой половине года и зарегистрировали одноимённую торговую марку. Однако окончательный дебют состоялся 6 сентября 2024 с одноимённым группе синглом «Meovv». Месяцем ранее, 16 августа, лейбл представил в своих соцсетях анимированное видео с логотипом группы. Для международного продвижения коллектива был заключён контракт с американским лейблом Capitol Records. 4 сентября было объявлено название дебютного сингла и опубликовал его трейлер, а два дня спустя состоялся полноценный дебют группы. Продюсером и руководителем коллектива является Тедди Пак, бывший продюсер YG, руководивший всеми всемирно известными группами лейбла (Big Bang, 2NE1, Blackpink и другими). После дебюта группа получила серию номинаций на премию MAMA Awards в категориях «Лучшая новая женская группа», «Артист года» и «Любимая восходящая звезда», получив последнюю. Также группа была номинирована в категории «Новичок года» на MMA Awards.
В ноябре того же года вышел второй внеальбомный сингл группы «Toxic», эмоциональная песня о пережитых чувствах. Наряду с Тедди Паком соавторами песни стали участницы группы Гавон и Нарин. Следом был выпущен трек «Body», не ставший синглом.
Полноценное возвращение группы состоялось в апреле 2025 года. 25 апреля состоялся выход трейлера сингла «Hands Up», а 29 числа состоялся релиз ведущего сингла вышедшего 12 мая мини-альбома My Eyes Open VVide. На следующий день хореография на песню появилась на популярном YouTube-канале Studio Choom. Вместе с мини-альбомом 12 мая 2025 года вышла песня «Drop Top», его заглавный сингл, и видеоклип на неё.

## Участницы
- Ким Суин (кор. 김수인, род. 12 апреля 2005 года);
- Ли Гавон (кор. 이가원, род. 27 апреля 2005 года);
- Анна Танака (яп. 田中杏奈 Танака Анна, род. 17 ноября 2005);
- На Рин (кор. 나린, род. 15 августа 2007 года);
- Элла Маккензи Гросс (англ. Ella McKenzie Gross, кор. 엘라 Элла), также Наби (кор. 나비, род. 1 декабря 2008 года)[1].

## Дискография

### Альбомы
- My Eyes Open VVide — 12 мая 2025 года.

### Синглы
| Название                                                                        | Год  | Высшая позиция | Высшая позиция | Высшая позиция | Высшая позиция | Высшая позиция | Высшая позиция | Высшая позиция | Альбом             |
| Название                                                                        | Год  | Circle         | Japan          | MLY            | NZ Hot         | SGP            | US World       | WW Excl. US    | Альбом             |
| ------------------------------------------------------------------------------- | ---- | -------------- | -------------- | -------------- | -------------- | -------------- | -------------- | -------------- | ------------------ |
| «Meow»                                                                          | 2024 | 30             | 4              | 17             | 20             | 11             | 10             | 120            | Неальбомные синглы |
| «Toxic»                                                                         | 2024 | 190            | —              | —              | —              | —              | —              | —              | Неальбомные синглы |
| «Body»                                                                          | 2024 | —              | —              | —              | —              | —              | —              | —              | Неальбомные синглы |
| «Hands Up»                                                                      | 2025 | 20             | 1              | 10             | 38             | 19             | 9              | 122            | My Eyes Open VVide |
| «Drop Top»                                                                      | 2025 | 112            | —              | —              | —              | —              | —              | —              | My Eyes Open VVide |
| 1. «—» означает, что сингл не попал в чарт или не был издан на этой территории. |      |                |                |                |                |                |                |                |                    |

## Награды и номинации
| Год  | Церемония   | Награда                     | Итог      |
| ---- | ----------- | --------------------------- | --------- |
| 2024 | MAMA Awards | Артист года                 | Номинация |
| 2024 | MAMA Awards | Лучшая новая женская группа | Номинация |
| 2024 | MAMA Awards | Любимая восходящая звезда   | Победа    |
| 2024 | MMA Awards  | Новичок года                | Номинация |